# یواس‌اس رنتز (اف‌اف‌جی-۴۶)
یواس‌اس رنتز (اف‌اف‌جی-۴۶) (به انگلیسی: USS Rentz (FFG-46)) یک کشتی است که طول آن ۴۵۳ فوت (۱۳۸ متر), در کل می‌باشد. این کشتی در سال ۱۹۸۳ ساخته شد.